# Ociu
Ociu – wieś w Rumunii, w okręgu Hunedoara, w gminie Vața de Jos. W 2011 roku liczyła 261 mieszkańców.